# Thurn
Thurn ist eine Gemeinde in Osttirol (Bezirk Lienz, Bundesland Tirol) und liegt auf dem leicht ansteigenden Talboden der Bezirkshauptstadt Lienz, etwa 2 km von deren Stadtzentrum entfernt mit Aussicht auf die Berge der Lienzer Dolomiten. Thurn hat eine Fläche von 1.226 ha und 646 Einwohner (Stand 1. Jänner 2025).
Nachbargemeinden sind Ainet, Gaimberg, Lienz, Nußdorf-Debant und Oberlienz. Die Gemeinde liegt im Gerichtsbezirk Lienz.

## Geographie
Thurn liegt im Norden (Sonnenseite) des Lienzer Talbodens nördlich der Bezirkshauptstadt Lienz auf 855 m ü. A. Das Gemeindegebiet erstreckt sich über den Südhang des Pließriegels, einem Ausläufer der Schobergruppe und umfasst 12,26 km², womit Thurn die drittkleinste Gemeinde des Bezirks Lienz ist. Thurn grenzt im Norden an Nußdorf-Debant, im Osten an Gaimberg, im Süden an Lienz und im Westen an Oberlienz und Ainet.

### Gemeindegliederung
Die Gemeinde Thurn ist deckungsgleich mit der gleichnamigen Katastralgemeinde und besteht aus fünf Ortsteilen. Folgt man der Thurner Landesstraße von Lienz nach Norden, so erreicht man zunächst das Dorf Thurn (855 m ü. A.), in dem 2011 297 Menschen lebten. Das Dorf umfasst als Hauptort der Gemeinde 2001 67 Gebäude, das Gemeindeamt, die Filialkirche hl. Nikolaus, die Volksschule und den Kindergarten sowie den Gasthof Reiter. Zum Dorf Thurn wird auch der östlich davon liegende Ortsteil Lampitze gerechnet. Östlich des Dorfs Thurn befindet sich mit der Rotte Zauche (850 m ü. A.), mit 48 Gebäuden 2001 der bevölkerungsmäßig zweitgrößte Ortsteil der Gemeinde. 2011 lebten hier 198 Menschen. Nordöstlich von Thurn liegt die Rotte Oberdorf (935 m ü. A.) mit dem Hotel Wahlerhof, in dem 2011 96 Personen lebten. Nördlich von Thurn und Oberdorf liegt zudem der Ortsteil Prappernitze (997 m ü. A.) der neben der eigentlichen Rotte Prappernitze auch die Streusiedlung Am Berg, den höchstgelegenen Einzelhof Thaler (1304 m ü. A.) und die Eggeralm, die Glanzalm, die Jageralm, die Neue Thurner Alm, die Pettereralm, die Stanisalm und die Weberalm umfasst. Pappernitze beherbergte 2011 37 Einwohner. In Oberdorf und Pappernitze befanden sich 2001 jeweils 22 Gebäude. Der kleinste und höchstgelegene Ortsteil ist die Ferienhaussiedlung Zettersfeld, die 2001 67 Gebäude umfasste. Hier lebten 2011 sieben Menschen.

### Topographie
Das Gemeindegebiet von Thurn erstreckt sich von rund 800 m ü. A. im Süden bis zu den Gipfeln der Schobergruppe in rund 2900 m ü. A. Der tiefste Punkt der Gemeinde befindet sich dabei in jenem Bereich, in dem die Thurner Landesstraße das Gemeindegebiet von Thurn im Süden erreicht. Der höchste Punkt der Gemeinde ist die Schleinitz mit 2904 m ü. A. Weitere Gipfel auf dem Gemeindegebiet sind das Rotgabele (2696 m ü. A.) und das Goisele (2433 m ü. A.). Während das nordwestliche Gemeindegebiet hochalpinen Charakter hat und Teile der Neualplseen umfasst, hat Thurn im Nordosten einen Anteil an der Hochebene des Wintersportgebietes Zettersfeld. Der dazwischenliegende Pließriegel ist großteils bewaldet, seine Flächen werden als Almgebiete genutzt. Einzig nennenswertes Fließgewässer ist der Zauchenbach, der unterhalb der Neuen Thurner-Alm entspringt und die Ortsteile Oberdorf und Zauche durchfließt.

### Klima

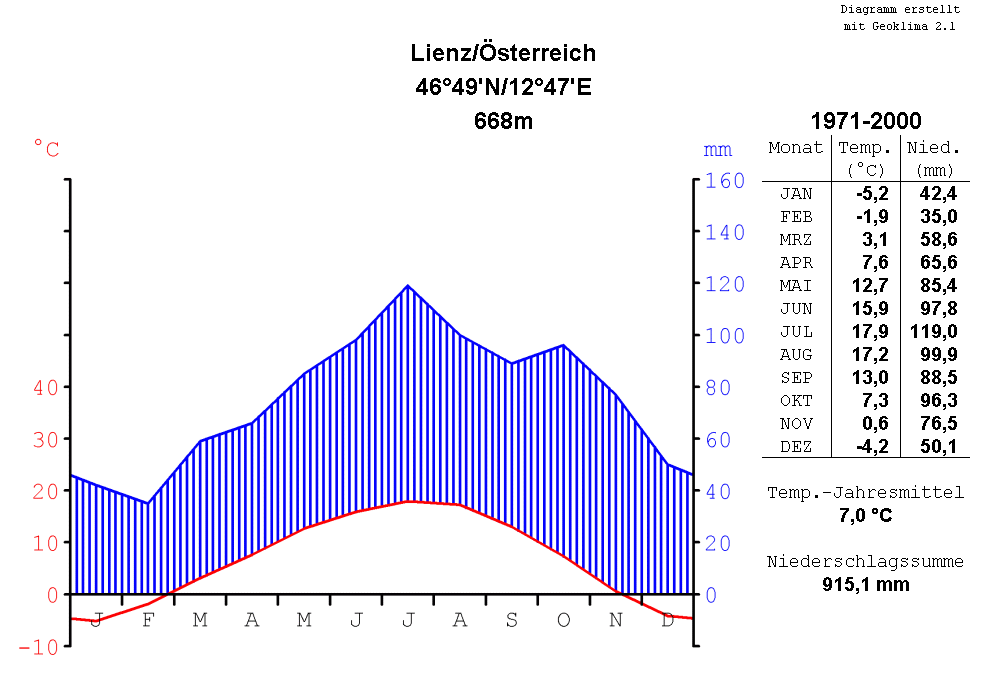
Klimadiagramm der benachbarten Bezirkshauptstadt Lienz

Da in Thurn keine Messstation existiert, fehlen exakte Aufzeichnungen über das Klima der Gemeinde. Es ist jedoch auf Grund der Nähe der Siedlungen zur Wetterstation in der Bezirkshauptstadt Lienz mit den dort gemessenen Klimadaten vergleichbar. Der kälteste Monat des Jahres ist im Lienzer Becken der Jänner, die höchsten Temperaturen werden in den Sommermonaten Juli und August gemessen. Die höchsten Niederschläge fallen ebenfalls in den Sommermonaten, wobei der Monat Oktober fast ebenso niederschlagsreich ist. Nebel tritt im Lienzer Becken selten auf, jedoch bilden sich im Winter auf Grund von Inversionswetterlagen mächtige Kaltluftseen.

## Geschichte
1308 wird Thurn erstmals urkundlich erwähnt. Es besaß zwei Burgstellen: die ältere stand auf dem "Schlößlbichl", einer Geländekuppe im Großbachtale, und dürfte ein Wehr- und Wohnturm gewesen sein, der dem Dorf Thurn – so die alte Schreibweise für Turm – den Namen gegeben hat. Die jüngere Anlage – Schloss Thurn – stand östlich der St. Nikolauskirche im Hofbereich Mußhauser, einem Herrensitz, über dessen Aussehen wir nichts wissen. Wahrscheinlich umschloss ein Fischteich, der aus dem Großbachtal das Wasser enthielt, halbkreisförmig die Burg. Der Teichwall ist zum Teil noch erhalten. Das Austragsgebäude des Mußhauserhofes steht auf alten Mauern, die von Schloss Thurn stammen könnten.
1938 verlor Thurn seine Selbstständigkeit und wurde mit Gaimberg zur neuen Gemeinde Grafendorf vereinigt. 1949 wurde es wieder eine eigene Gemeinde.
Verschiedene Flurnamen weisen heute noch auf die einstige slawische Bevölkerung hin:
Lampitze, Frantsche, Ondelt, Prappernitze.

## Bevölkerung

### Bevölkerungsstruktur
2012 lebten in der Gemeinde Thurn 620 Menschen. Ende 2001 waren 98,6 % der Bevölkerung österreichische Staatsbürger (Tirol: 90,6 %), bis zum Jahresbeginn 2012 sank der Wert unbedeutend auf 97,1 %. Zur römisch-katholischen Kirche bekannten sich 2001 95,0 % der Einwohner (Tirol: 83,4 %), 13 Personen hatten kein religiöses Bekenntnis, sechs waren evangelisch.
Der Altersdurchschnitt der Gemeindebevölkerung lag 2001 weit unter dem Landesdurchschnitt. 22,1 % der Einwohner von Thurn waren jünger als 15 Jahre (Tirol: 18,4 %), 61,7 % zwischen 15 und 59 Jahre alt (Tirol: 63,0 %). Der Anteil der Einwohner über 59 Jahre lag mit 16,2 % leicht unter dem Landesdurchschnitt von 18,6 %. Der Altersdurchschnitt der Bevölkerung von Thurn stieg in der Folge stark an. Der Anteil der unter 15-Jährigen sank per 1. Jänner 2012 auf 13,9 %, während sich der Anteil der Menschen zwischen 15 und 59 Jahren auf 66,3 % erhöhte. Der Anteil der über 59-Jährigen stieg auf 19,8 %. Nach dem Familienstand waren 2001 48,7 % der Einwohner von Thurn ledig, 45,0 % verheiratet, 4,7 % verwitwet und 1,6 % geschieden.

### Bevölkerungsentwicklung
Die Einwohnerentwicklung der Gemeinde Thurn lag im späten 19. Jahrhundert und zu Beginn des 20. Jahrhunderts weit unter dem durchschnittlichen Bevölkerungswachstum des Bezirks Lienz bzw. des Bundeslandes Tirol. Vielmehr litt Thurn bis 1923 unter einem Schrumpfungsprozess, bei dem die Gemeinde zwischen 1869 und 1923 18 % ihrer Einwohner verlor und mit 243 Einwohnern die bisher geringste Einwohnerzahl aufwies. Erst danach kehrte sich dieser Trend um und Thurn konnte wieder ein Bevölkerungswachstum verzeichnen. Dieses lag jedoch unter dem Bezirksschnitt, sodass die Gemeinde bis 1961 benötigte, um die Bevölkerungszahl von 1869 zu erreichen. Erst danach steigerte sich das Wachstum stark, wobei Thurn von einem starken Geburtenüberschuss profitierte und in der Folge stärker als der Bezirksdurchschnitt wuchs. War die Geburtenbilanz zwischen 1971 und 2001 in jedem Jahrzehnt stark positiv, so verzeichnete die Gemeinde in den 1970er Jahren praktisch keine Abwanderung. In den 1980er Jahren kam es zu einer geringen Abwanderung, in den 1990er Jahren sogar zu einem Wanderungsplus. Dadurch konnte die Gemeinde im Jahr Ende 2002 mit 642 Einwohnern ihren bisherigen Bevölkerungshöchststand verzeichnen. Zuletzt registrierte die Gemeinde zwischen 2003 und 2012 in sieben von zehn Jahren ein Wanderungsminus, das durch den leichten Geburtenüberschuss nicht ausgeglichen werden konnte. Dadurch verlor Thurn an Einwohnern.

## Kultur und Sehenswürdigkeiten

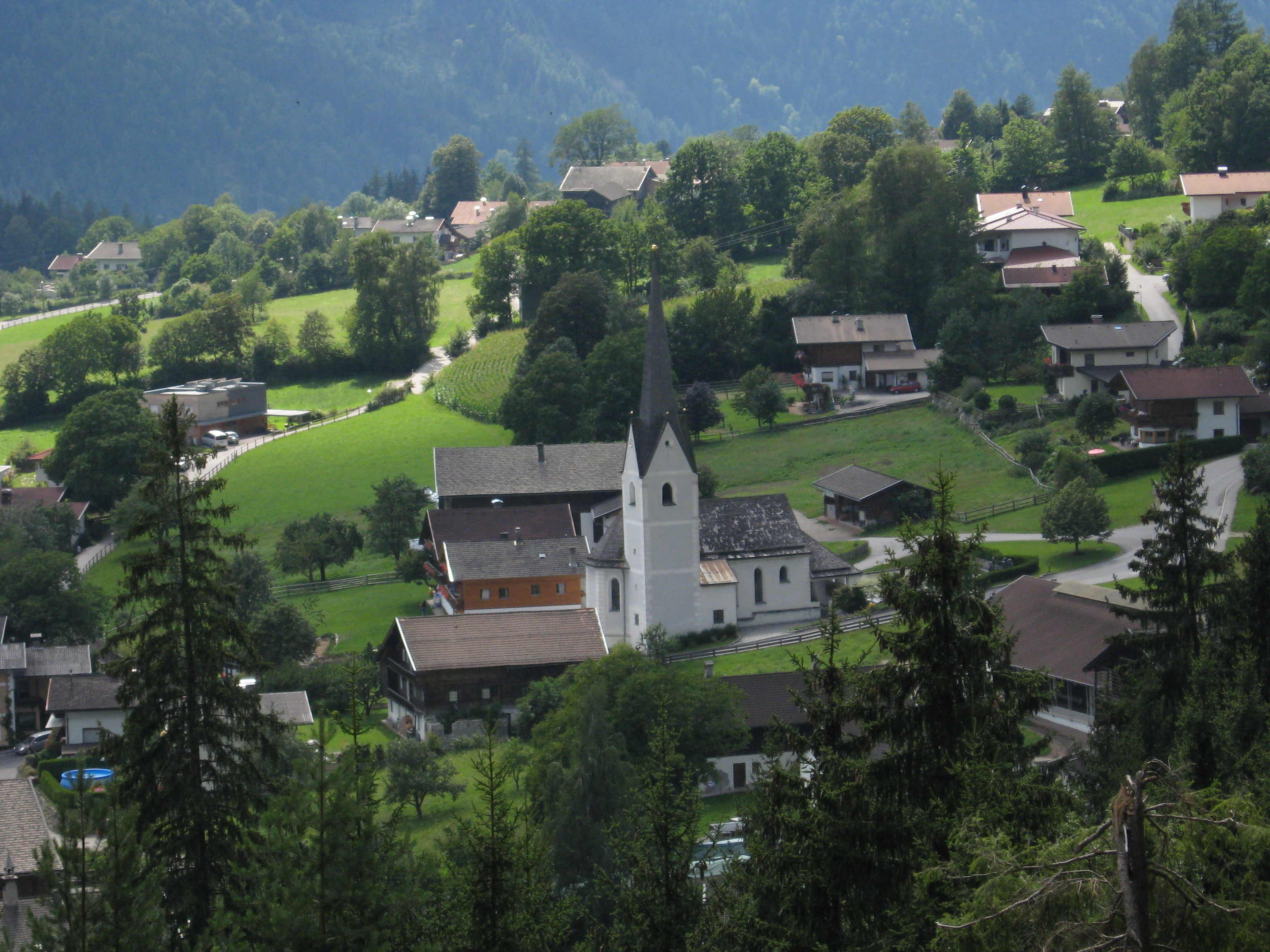
Panorama
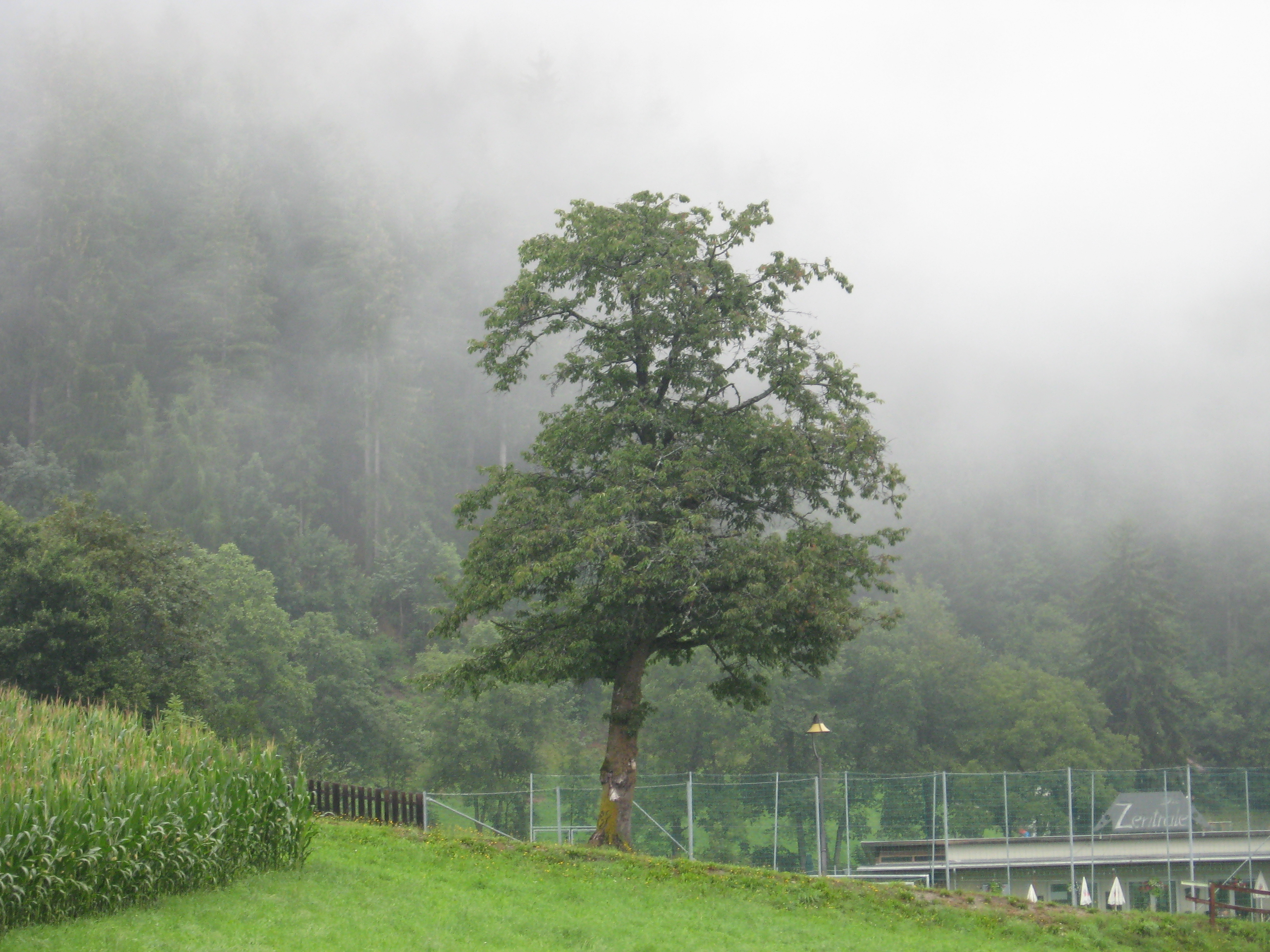
Sommer in Thurn
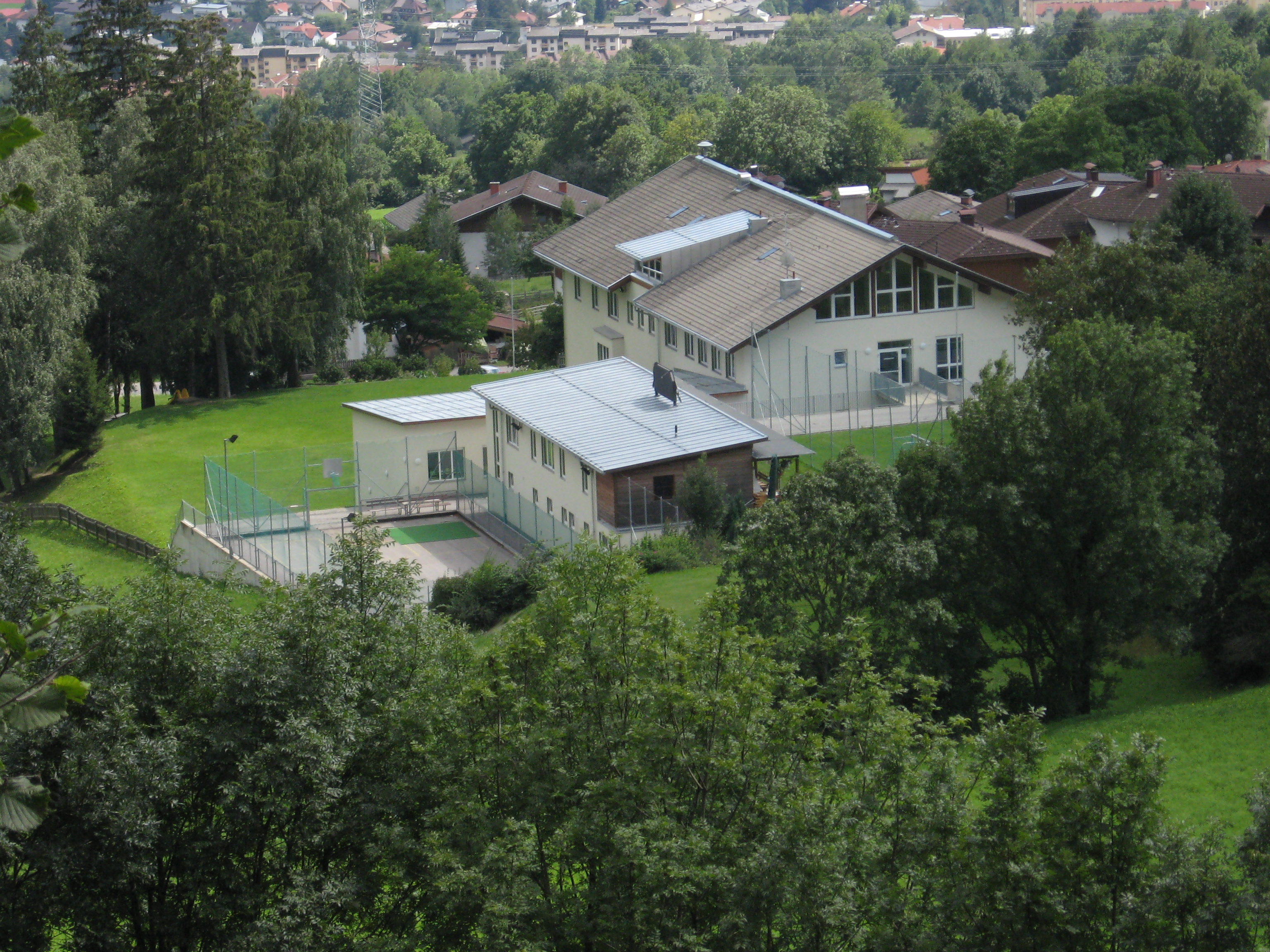
Volksschule
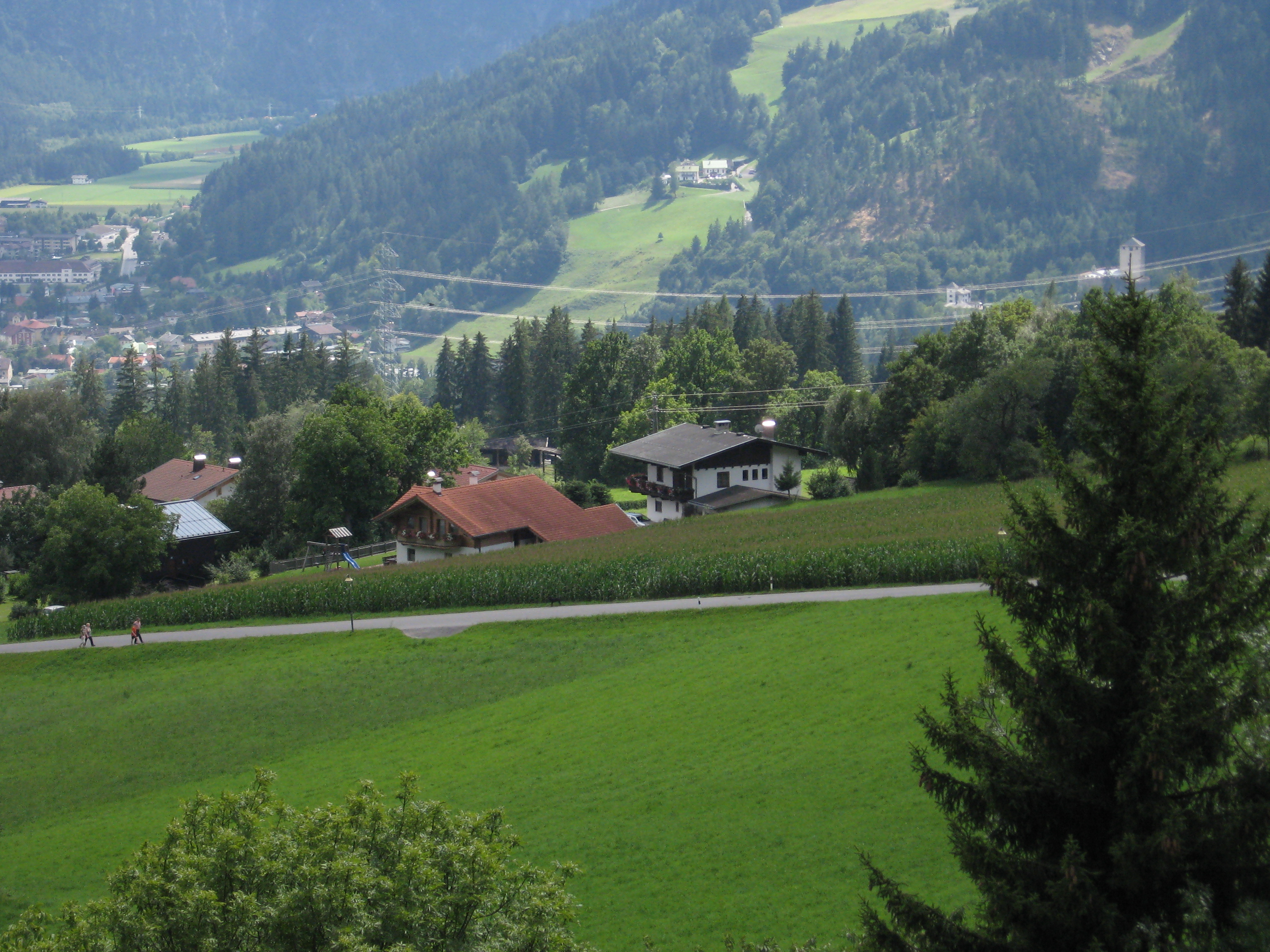
Dorf

## Wirtschaft und Infrastruktur
Wirtschaftlich hat der Ort einen Schwerpunkt im Tourismus und trotz seiner geringen Größe zwei Beherbergungsbetriebe. Zahlreiche Ferienwohnungen und Privatzimmer werden ebenfalls angeboten. Thurn war ein Bergbaugebiet, das silberhaltiges Gestein an die Messinghütte in Lienz lieferte. Ob auch Kupfer oder gar Gold im Bereich der Neualplseen-Schleinitz abgebaut wurde, ist nicht erwiesen. Die Namen der Grußen zu "St. Johann ob dem Turm" und zur "Heiligen Dreifaltigkeit" sind belegt. Mehrere noch vorhandene Sondierstollen im Thurner Berg reichen nur 5 bis 10 m in den Felsen.

### Arbeitsstätten und Beschäftigte
Die im Rahmen der Volkszählung durchgeführte Arbeitsstättenzählung ergab 2001 in Thurn 23 Arbeitsstätten mit 64 Beschäftigten (ohne Landwirtschaft), wobei 72 % unselbstständig Beschäftigte waren. Die Anzahl der Arbeitsstätten war dabei gegenüber dem Jahr 1991 um 15 Betriebe (plus 188 %) gestiegen, die Anzahl der Beschäftigten um 48 Personen (300 %) gewachsen. Wichtigster Wirtschaftszweig war 2001 das Beherbergungs- und Gaststättenwesen mit sieben Betrieben und 23 Beschäftigten (36 % der Beschäftigten in Thurn). Dahinter folgte die Erbringung von sonstigen öffentlichen und persönlichen Dienstleistungen mit drei Arbeitsstätten und zwölf Beschäftigten. Neben den Tourismusbetrieben bestehen in Thurn nur kleine Handels- und Gewerbebetriebe.
Von den 2010 in Thurn lebenden 329 Erwerbspersonen waren 3,0 % arbeitslos. Von den 319 Erwerbstätigen waren 51 in der Sachgütererzeugung (16 %), 41 in der Verwaltung (13 %) und 37 im Handel (12 %) tätig. Weitere wichtige Branchen waren das Bauwesen mit 34 Beschäftigten (11 %), die Land- und Forstwirtschaft mit 30 Beschäftigten (33 %) und der Bereich Erziehung und Unterricht mit 29 Beschäftigten (je 9 %). Von den 315 Erwerbstätigen aus Thurn (ohne temporär von der Arbeit abwesende Personen erwerbstätigen Einwohnern) gingen 2010 nur 58 Personen in Thurn ihrer Beschäftigung nach. 257 Personen oder 82 % der Erwerbstätigen mussten zur Arbeit auspendeln. Von den Auspendlern hatten 58 % ihre Arbeitsstätte in Lienz, weitere 14 % arbeiteten in einer anderen Gemeinde im Bezirk Lienz. Weitere 16 % bzw. 12 % pendelten nach Nordtirol oder in ein anderes Bundesland, keiner der Einwohner musste ins Ausland auspendeln. Im Gegenzug arbeiteten 2010 nur 26 Einpendler in Thurn, die zu 88 % aus dem Bezirk stammten.

### Tourismus
Der Tourismus hat für die Gemeinde Thurn insbesondere während der Wintersaison eine wichtige Bedeutung. Die Tourismusintensität (Nächtigungen pro Einwohner) erreichte im Winter 2011 dabei im Winter eine um rund 76 % höheren Wert als im Bezirksdurchschnitt, im Sommer 2012 kam die Gemeinde immerhin noch auf eine Tourismusintensität, die leicht über dem Bezirksschnitt lag. Im Vergleich lagen jedoch zahlreiche Osttiroler Gemeinden bezüglich ihrer Nächtigungszahlen und der Tourismusintensität vor Thurn. Thurn konnte im Tourismusjahr 2011/12 rund 33.000 Übernachtungen zählen. Im Sommerhalbjahr 2012 verzeichnete Thurn 18.864 Übernachtungen, im Winterhalbjahr 2011/12 14.051 Übernachtungen. Während die Gemeinde dabei gegenüber der Jahrtausendwende in der Sommersaison ein Plus von 12 % erzielen konnte, verlor sie in der Wintersaison 18 % ihrer Nächtigungszahlen.
In Thurn besteht lediglich ein Hotel, zudem jedoch zahlreiche Privatvermieter. Wichtigste Tourismusattraktion ist das Wintersportgebiet Zettersfeld. Die Gemeinde vermarktet sich mit den Nachbargemeinden Gaimberg und Oberlienz unter der Marke "Sonnendörfer", wobei die Gemeinde wie alle Osttiroler Gemeinden dem Tourismusverband Osttirol angehört. Thurn ist dabei in der "Ferienregion Lienzer Dolomiten" organisiert.

### Verkehr und Infrastruktur
Das Gemeindegebiet von Thurn wird verkehrstechnisch von der Thurner Straße (L 321) erschlossen, die von Lienz kommend über Patriasdorf bis zur Filialkirche in Thurn führt. Vom Dorf Thurn führen in der Folge Straßen nach Zauche bzw. Lampitze, eine zusätzliche Verbindung verläuft über Oberdorf und Prappernitze auf das Zettersfeld. Des Weiteren führen von Prappernitze aus verschieden bergige Forststraßen in die Almgebiete der Gemeinde. An das überregionale, öffentliche Verkehrsnetz ist Thurn durch die Busse der Linie 3 der Firma Bundschuh Reisen (im Auftrag der Post AG) angeschlossen, die vom Bahnhof Lienz bis zur Haltestelle Thurn Rottmann geführt wird. Am Lienzer Bahnhof besteht zudem die naheliegendste Anbindung an das Bahnnetz (Drautalbahn).
Mit den benachbarten Gemeinden des Lienzer Beckens hat sich Thurn zum "Abwasserverband Lienzer Talboden" zusammengeschlossen, wobei der Abwasserverband in Dölsach eine Kläranlage betreibt. 2002 waren in Thurn 98 % der abwasserproduzierenden Objekte an die Ortskanalisation bzw. die Kläranlage angeschlossen. Lediglich Einzelobjekte verfügten über keinen Kanalanschluss. Der Abfall, der in der Gemeinde anfällt, wird über den Abfallwirtschaftsverband Osttirol (AWVO) entsorgt.

### Sicherheit und Gesundheitswesen
Die Freiwillige Feuerwehr Thurn wurde 1928 gegründet und unterhält in Oberdorf ein Feuerwehrhaus mit einem Kleinlöschfahrzeug und einem Tanklöschfahrzeug. Die FF Thurn verfügt über eine aktive Stärke von rund 30 Mann. Bezüglich des Gesundheitswesens ist Thurn gemeinsam mit Lienz im Sozialsprengel Lienz-Thurn organisiert. Im Gesundheitssprengel werden beispielsweise Gesundheitsleistungen wie Alten- und Pflegehilfe, Heim- und Haushaltshilfe und Essen auf Rädern organisiert. Der nächste praktische Arzt befindet sich ebenso wie das nächstgelegene Krankenhaus in Lienz. Auch die nächstgelegene Polizeistation hat ihren Sitz in der Bezirkshauptstadt.

## Politik

### Gemeinderat
Der Gemeinderat besteht aus 11 Mandataren.
| Partei                     | 2022 | 2022    | 2016  | 2016    | 2010 | 2010    | 2004  | 2004    |
| Partei                     | %    | Mandate | %     | Mandate | %    | Mandate | %     | Mandate |
| -------------------------- | ---- | ------- | ----- | ------- | ---- | ------- | ----- | ------- |
| Allgemeine Liste Thurn     | 100  | 11      | 73,76 | 8       | 100  | 11      | 53,89 | 6       |
| Gemeinsam Unabhängig Thurn |      |         | 26,24 | 3       |      |         |       |         |
| Neue Liste Thurn           |      |         |       |         |      |         | 46,11 | 5       |

### Bürgermeister
Bürgermeister der Gemeinde Thurn ist seit März 2004 Reinhold Kollnig.

### Wappen
Das Thurner Wappen wurde der Gemeinde am 19. April 1956 durch die Tiroler Landesregierung verliehen. Die Blasonierung lautet: „Ein gespaltener Schild, im rechten, silbernen Feld ein roten gezinnter Turm, im linken, grünen Feld zwei goldene Ähren und an deren unterem Ende ein geschlossenes Buch mit 3 Äpfeln von Gold.“ Die Darstellung des Turms weist auf die namengebende, als „Turm“ bezeichnete Befestigungsanlage hin, während die drei Kugeln und das Buch auf grünem Grund als Beizeichen des heiligen Nikolaus auf dessen Pfarrpatronanz hinweisen. Die flankierenden Ähren erinnern an die einstige Bedeutung der Landwirtschaft und den wichtigen Getreideanbau im Lienzer Becken.

## Persönlichkeiten
- Bernhard Gander (* 29. November 1969), Komponist